# 張隨
張隨，字子貞，山西芮城縣人。明朝政治人物。

## 生平
永樂十五年（1417年）丁酉科山西鄉試解元，歷官戶部主事，為官清廉，得宣宗稱讚。改工部，以疾乞歸。家居三十餘年。